# LEO Clube
O LEO Clube (Leo clubs, em inglês) é um clube de serviço e uma atividade oficial do Lions Clubs Internacional, que tem como objetivo oferecer a jovens de doze a trinta anos oportunidades de desenvolvimento e contribuição, individual e coletiva. Os associados desenvolvem campanhas e atividades voltadas à necessidades da comunidade, como projetos na área da saúde, idosos, crianças, educação e locais carentes. Para a formação de um LEO Clube, é necessário que haja um Lions Clube na cidade, para que o mesmo faça o pagamento de taxas e outras questões burocráticas.
A sigla LEO significa "Liderança, Experiência e Oportunidade", conceitos básicos da convivência e desenvolvimento dentro do clube. O LEO Clube é o maior clube de serviço juvenil do mundo, firmando parcerias com outros movimentos como o Interact Club, patrocinado pelo Rotary International. Atualmente, existem mais de 180 mil associados, divididos em mais de 6,7 mil clubes de 144 países.
Para melhor administrar sua estrutura organizacional nos diversos países, Lions Clubs International decidiu adotar, convencionalmente, números e letras para definir os vários distritos de Lions Clubes, à medida que o Leonismo crescia no mundo.
Desta forma, os distritos são definidos por números e letras. Por exemplo, o distrito "115" representa o país de Portugal, "A" representa o Canadá, "B" representa o México, "D" representa toda a América Central, etc. No caso da América do Sul, por sua extensão, é correspondente às letras entre "E" e "T", onde pelo qual a Colômbia é o distrito múltiplo "F", o Peru é "H", o Uruguai é "J", o Paraguai é "M", a Argentina é "O", a Bolívia é "S", o Chile é "T" e assim por diante. Especificadamente, o Brasil é denominado pela letra "L".
Até 1999, o Brasil era todo constituído pela letra "L", ou seja, denominado Distrito Múltiplo L Brasil. Competia ao presidente deste distrito múltiplo visitar todos os clubes existentes no Brasil, dar aparato aos que necessitassem e ainda fundar novos clubes. Pode-se imaginar a dificuldade que existia para, por exemplo, visitar todo território nacional em sua extensão.
Neste contexto, pelas dificuldades existentes, foi aprovado a pauta de divisão territorial na 45ª Convenção Nacional em Belo Horizonte/MG, onde pelo qual aguardou a aprovação da diretoria internacional. Uma linha de discussões fora iniciada e após ampla deliberação, em 2 de julho de 1999, no encerramento da 82ª Convenção Internacional realizada em San Diego (EUA), Lions Clubs International permitiu o início do projeto de divisão em quatro distritos múltiplos distintos, o que foi chamado de redistritamento. Os distritos múltiplos constituídos foram representados pelas letras LA, LB, LC e LD, mantendo-se ainda o "L" da identidade internacional. Seguindo esta ideia, os LEO Clubes obedecem às divisões de jurisdição criadas para Lions Clubes.
A referida divisão entrou em vigor a partir da gestão 1999/2000 (em julho de 1999) e mantém-se até os dias atuais. Além de propiciar uma união às regiões longínquas e de difícil acesso, depois de divididas, houve uma considerável atenção voltada para realidades específicas, visto que cada novo múltiplo "deixou de olhar" somente para o contexto nacional e, assim, dar atenção às carências e problemas de cada região.
O Brasil é dividido em macro-regiões nacionais, isto é, distritos múltiplos, que por sua vez são compostos pela junção de micro-regiões, denominadas de distritos. Estes distritos são territórios que compõem uma junção de clubes, que por sua vez, compõem a junção de vários associados. Ao compararmos com a geografia, dizemos, por exemplo, que o distrito múltiplo é um país ou uma grande região (como o Sudeste), o distrito é um estado (como São Paulo) e o clube é uma cidade (como Potirendaba).
Aproveitando-se, ainda, deste exemplo, cada distrito tem um nome, e na medida em que vão surgindo em cada distrito múltiplo, recebem um nome e uma numeração, por exemplo: LC-1, LC-2, LC-3, LC-4. 
Não é aleatória a escolha do nome dos distritos no Brasil e no mundo. Para exemplificar, a Associação Internacional reconhece assim a ordem de fundação no caso do DM LEO LB (LB-1, LB-2, LB-3, etc.): o Distrito LB-1 tem este nome porque (no que hoje é a região do DM LB) teve o primeiro Lions Clube fundado na região, depois veio um clube a ser fundado no que é hoje o LB-2, depois um clube no LB-3 e assim sucessivamente, logo que alcançou também um número mínimo de associados e clubes para cada região.
Um distrito só existe também depois de uma solicitação formal dos governadores, numa convenção distrital, à Lions Clubs International. Desta forma, na história dos distritos e clubes do Brasil, os mais novos se deram no que hoje é o DM LD, situado na região sul.
O LEO Clube não pode fazer divisões de distrito ou mudar aleatoriamente de um para outro. Patrocinados por Lions Clube, as obrigações de um LEO devem respeito e prudência, inclusive o de se respeitar a jurisdição determinada pelos Lions Clubes após as deliberações feitas numa convenção internacional.

## História

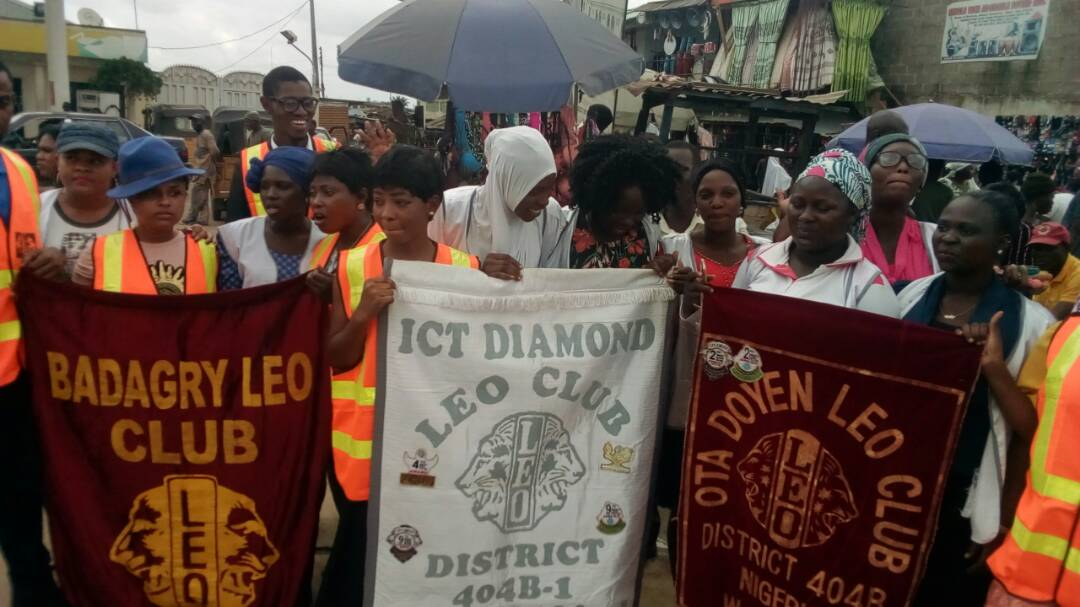
LEO clubes no Nigeria

Tudo começou com Jim Graver, treinador do time de baseball da Abington High School, Pensilvânia, EUA. Graver era um sócio ativo do Lions Clube de Glenside, Pensilvânia, e juntamente com outro companheiro Leão, William Ernst, decidiu iniciar um clube de serviços para estudantes do ginásio. Sem hesitar, o Lions de Glenside concordou que um grupo de jovens Leões seria uma boa ideia. Graver e Ernst começaram a trabalhar. "Precisamos de um Núcleo, um grupo de crianças com o qual começar", disse Ernst. "Assim, fizemos com que o filho de Jim viesse à primeira reunião, acompanhado de todo o seu time de baseball". Nove meninos do segundo ano, calouros e veteranos, se juntaram ao grupo de 26 jogadores de baseball. 
Juntos, os 35 adolescentes formaram um clube. Em 5 de dezembro de 1957, o Lions de Glenside concedeu uma carta constitutiva ao LEO Clube da Abington High School. Como o primeiro LEO clube do mundo, o grupo criou o acrônimo LEO - Liderança, Igualdade (mais tarde alterado para Experiência), Oportunidade – Leadership, Equality, Opportunity. E o grupo escolheu as cores vermelho escuro e dourado (as cores de sua escola) como as cores do LEO clube. Os CC.LEO de Abington 
representavam uma ideia isolada até 1963. Naquele ano, um LEO clube foi formado na Tamaqua Area High School, na Pensilvânia. Logo em seguida, um ex-Leão da  Filadélfia formou um LEO Clube em Nova Iorque. Em 1964, havia 27 LEO clubes na Pensilvânia e um em Nova Iorque.  
Alargava-se o círculo de clubes juniores de serviço. Em outubro de 1967, a diretoria internacional do Lions Clubs International adotou o Programa LEO Clube como programa oficial da associação.

### No Brasil
O LEO Clube chegou ao Brasil em 28 de agosto de 1969 com a fundação do LEO Clube Maceió - Lagoa (Alagoas).
Com o apoio e incentivo do Colégio Sagrada Família, os Companheiros Leões e Domadoras do Lions clube de Maceió - lagoa reuniam um grupo de estudantes quase que diariamente para divulgar a filosofia de servir, levando os alunos a compreender e compartilhar dos problemas comunitários. Com o passar dos anos, os companheiros LEOs do Lions Clube Maceió - lagoa compreenderam que ali estava a semente de preparação de futuros Leões em qualificação. E assim, levaram à diretoria do Lions a proposta da fundação de um clube de jovens. Amadurecida a ideia, foi designada uma comissão e em 28 de agosto de 1969 foi empossada a diretoria do primeiro LEO Clube do Brasil  e naquele mesmo ano surgiu o LEO Clube de Arapiraca no dia 06 de dezembro de 1969, a partir daí os LEO Clubes foram se difundindo por todo o país.
O associado do Lions Maceió que mais batalhou para que isso fosse possível foi Paulo Lima, que é hoje considerado o patrono do Leoismo no Brasil. O movimento LEO no Brasil conta, hoje, com cerca de 13 mil associados, espalhados em mais de 410 clubes. Estes jovens atuam nos quatro distritos (LA, LB, LC e LD).